# Pipil (taal)
Pipil of Nawat is een taal uit de Uto-Azteekse taalfamilie die gesproken wordt door de Pipil-indianen in El Salvador.
De taal is zeer nauw verwant aan het Nahuatl, de taal die werd gesproken door de Azteken en Tolteken en ook nu nog in Mexico meer dan een miljoen sprekers heeft. Taalkundigen vermoeden dan ook dat de Pipil afstammelingen zijn van Tolteekse immigranten.
In het begin van de 20e eeuw had het Pipil nog tienduizenden sprekers. In 1932 kwamen tienduizenden Pipil om het leven bij een bloedbad dat werd aangericht door Maximiliano Hernández Martínez die vervolgens zijn dictatuur vestigde en het spreken van Pipil verbood. De taalkundige Lyle Campbell schatte dat Pipil tegenwoordig nog slechts 200 sprekers heeft.